# Alpkopf (Lechtaler Alpen)
Der Alpkopf, auch Almkopf genannt, ist ein 1802 m ü. A. hoher Berg in den Lechtaler Alpen, einem Gebirgsstock in den Nördlichen Kalkalpen in Tirol, Österreich.

## Lage und Beschreibung
Der Alpkopf liegt innerhalb der Lechtaler Alpen in der Loreagruppe, am östlichen Rand der Gebirgsgruppe. Sein Nordabhang gehört zu Heiterwang, sein Südabhang zu Berwang an der L . Nordöstlich liegt Bichlbach an der Fernpassstraße (B ).
Der Alpkopf ist südöstlich dem Thaneller vorgelagert und mit diesem über den Sattel der Hinterwanger Hochalm verbunden. Der kegelförmige Berg fällt nach Süden, Osten und Norden mit steilen Flanken ins Tal ab, die im Winter lawinengefährdet sind.

## Geschichte
Der Berg hieß im 19. Jahrhundert Alpelekopf, auch Holländerkopf ist dokumentiert. Almkopf scheint seit spätestens 1939 auf.

## Alpinismus
Zustieg von der Heiterwanger Hochalm nach Südosten in 35 Minuten (200 Höhenmeter) zum Gipfel.
Als winterliche Skitour wurde der Alpkopf über die Heiterwanger Hochalm von Berwang aus schon 1934 empfohlen.

## Erschließung
In einen rund 1600 m ü. A. hohen Sattel nahe der Heiterwanger Hochalm zwischen Alpkopf und Thaneller / Achselkopf führen zwei Seilbahnen: Von Bichlbach (Fernpassstraße) führt die kombinierte Gondelbahn-Sesselbahn Almkopfbahn zur Bergstation, von Berwang die Sesselbahn Sonnalmbahn.

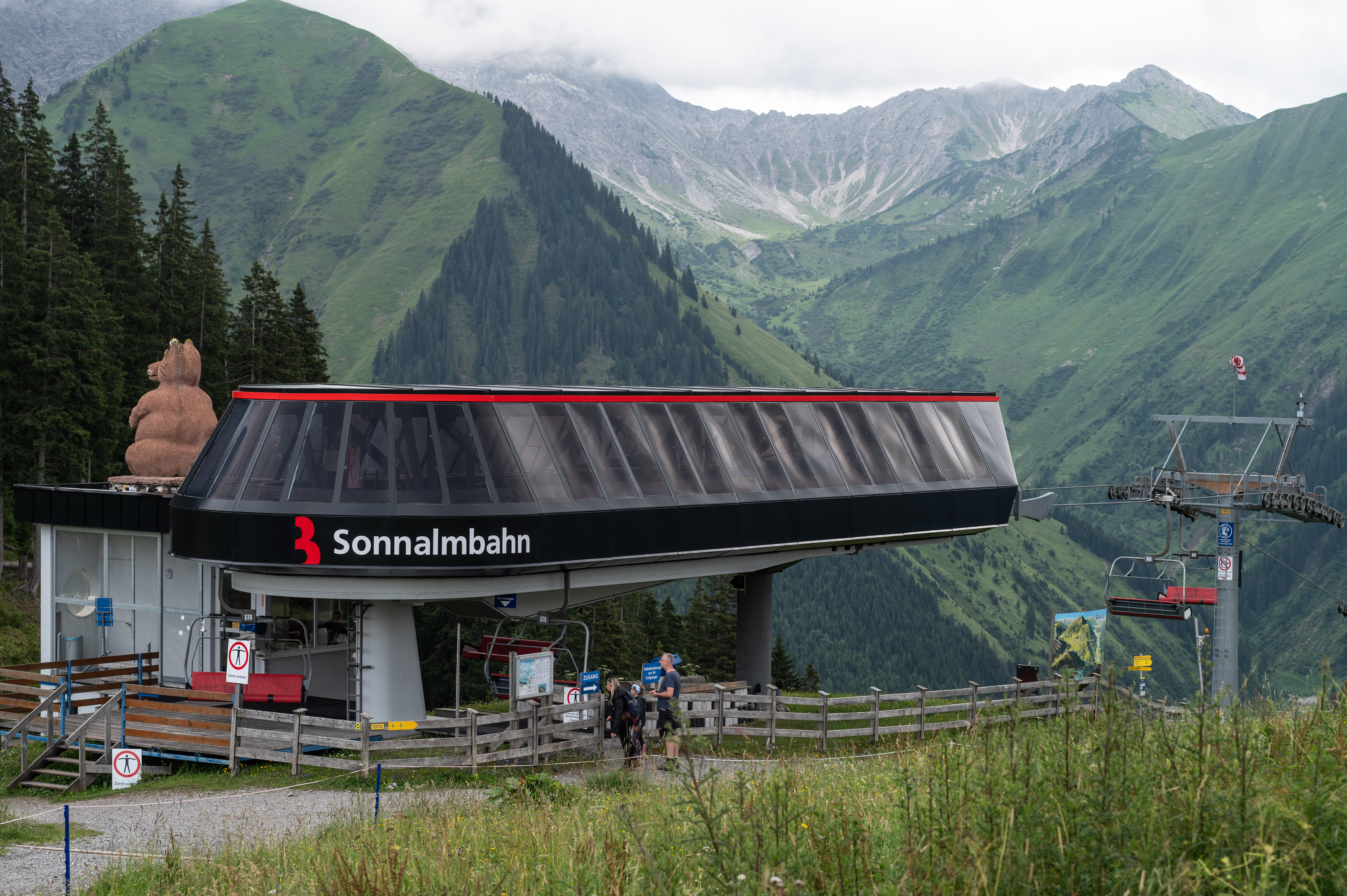
Sonnalmbahn Bergstation, Blick nach Süden
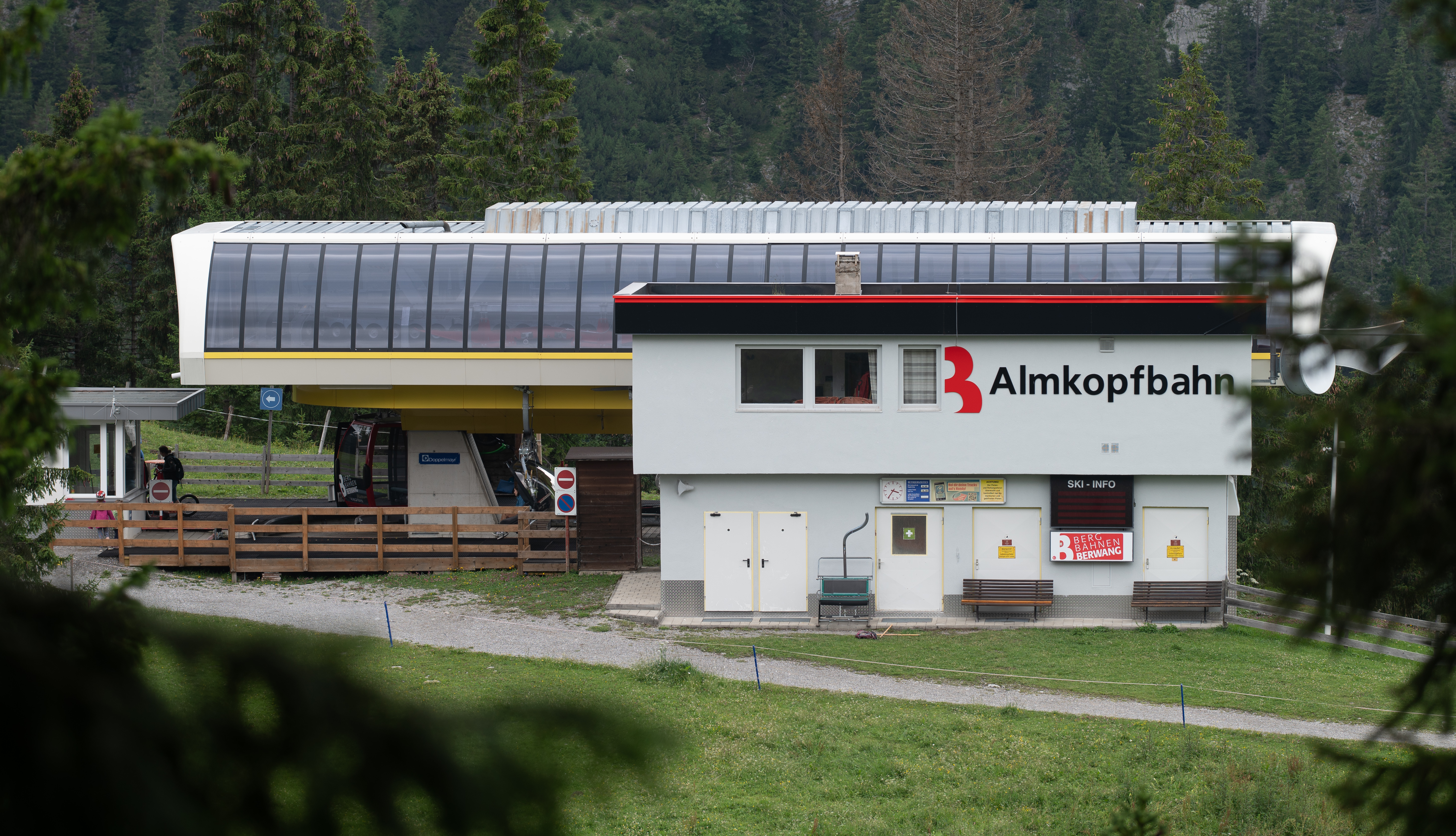
Almkopfbahn Bergstation